# Jazne
Jazne – wieś w Słowenii, w gminie Cerkno. W 2018 roku liczyła 113 mieszkańców.